# Agabus amoenus
Agabus amoenus là một loài bọ cánh cứng trong họ Bọ nước. Loài này được Solsky miêu tả khoa học năm 1874.